# Hvidovre IF
Maillots
Actualités
Dernière mise à jour : 31 juillet 2025.
Le Hvidovre IF est un club de football danois basé à Hvidovre.

## Histoire
Le Hvidovre IF remporte pour la première fois de son histoire le championnat du Danemark lors de la saison 1966, devançant son dauphin, le BK Frem, de quatre points.
À l'issue de la saison 2022-2023, le Hvidovre IF termine deuxième du championnat de deuxième division danoise et retrouve ainsi la première division 26 ans après l'avoir quittée,.
Le club ne reste toutefois qu'une saison dans l'élite du football danois, sa relégation étant officialisée le 12 mai 2024 après un match nul contre le Randers FC (2-2), à trois journées de la fin.

## Dates clés
- 1925 : fondation du club
- 1966 : 1re participation à une Coupe d'Europe (C3, saison 1966/67)

## Palmarès
- Championnat du Danemark de football (3)
  - Champion : 1966, 1973, 1981

- Coupe du Danemark de football (1)
  - Vainqueur : 1980

- Championnat du Danemark de football de deuxième division (3)
  - Champion : 1964, 1986, 1996

## Anciens joueurs
- Thomas Kahlenberg
- Kenneth Brylle Larsen
- Peter Schmeichel
- Youssef Toutouh